# Gints Andžāns
Gints Andžāns (* 19. Dezember 1986 in Riga, LSSR, Sowjetunion) ist ein lettischer Theater- und Filmschauspieler.

## Leben
Andžāns' Eltern sind Ärzte, er hat zwei jüngere Brüder. Er wurde in Riga geboren, wuchs allerdings in Madona auf, wo er auch die dortige Schule besuchte. Nach seiner Schulzeit zog es ihn zurück nach Riga, da er dort an der Lettischen Kulturakademie Schauspiel studierte. 2009 schloss er sein Schauspielstudium erfolgreich ab und schloss sich dem Ensemble des Daile-Theater an.
Seit den 2010er tritt er auch als Schauspieler für Film- und Serienproduktionen in Erscheinung. 2012 übernahm er eine Nebenrolle in Sapnu komanda 1935. 2013 übernahm er eine Rolle im spanischen Film The Cosmonaut. In der darauf bestehenden Fernsehserie übernahm er dieselbe Rolle. 2018 hatte er eine größere Rolle in The King’s Ring – Die letzte Schlacht inne.

## Filmografie (Auswahl)
- 2012: Sapnu komanda 1935
- 2013: The Cosmonaut (El cosmonauta)
- 2013: The Cosmonaut: Transmedia Experience (Fernsehserie, 2 Episoden)
- 2018: The King’s Ring – Die letzte Schlacht (Nameja gredzens)